# 險峻海峽
險峻海峽（Dire Straits，雖然因為代理唱片商的翻譯方式使然，在中文領域中通常採直翻譯名，但「dire straits」其實是個英文俚語，譬喻「困境」，因此也曾被譯為困境），是一支1977年時成立於英國紐卡索的四人制搖滾樂團。有別於當時流行的龐克搖滾樂風，險峻海峽是支以根源搖滾（Roots Rock）為主要風格的樂團，1985年的暢銷單曲《不勞而獲》（Money For Nothing）是其顛峰之作，除了是他們的首張告示牌排行榜冠軍單曲外，也替其贏得1985年的葛萊美獎，並被選為MTV歐洲台的開台首播音樂錄影帶。

## 乐队历史

### 成立
險峻海峽成立于1977年，前身为Café Racers，由在伦敦教书的马克·诺弗勒（Mark Knopfler）和他在学校的朋友于1970年代中成立。到1977年，乐队成员逐渐稳定。马克担纲主唱和吉他，另一把吉他为其弟大卫·诺弗勒（David Knopfler），大卫的室友约翰·伊斯利（John Illsley）弹贝斯，马克早年混乐队时的朋友匹克·威瑟斯（Pick Withers）任鼓手。

### 困境
开始时乐队只是在当地的酒吧和咖啡馆作些小型演出，收入只勉强够维持开支和供乐队泡吧。乐队也因此改名为“Dire Straits”，以自嘲当时的「困窘」。后来險峻海峽的小样在伦敦BBC电台播出，得以签约宝丽金，并引来了乐队后来23年的经纪人艾德·毕克奈（Ed Bicknell），艾德后来亦加盟马克的副业鄉村乐队諾丁山農（Notting Hillbillies）。1977年底，艾德安排險峻海峽给傳聲頭像（Talking Heads）作暖场乐队，險峻海峽开始受到关注。

### 成名
險峻海峽在1978年初发行首张同名专辑《險峻海峽》（Dire Straits）。专辑一开始反映平平。几个月后，受单曲《搖擺樂之王》（Sultans of Swing）的带动，销量直线上升。《險峻海峽》和《搖擺樂之王》在英美两地均上榜前十，好评如潮。紧随其后的第二张专辑《公报》（Communiqué）发行于1979年。虽然少受好评，销量依然不俗。之后大卫离开乐队，由荷尔·林迪（Hal Lindes）接替。1980年困境发行第三张专辑《制作电影》（Making Movies），乐风更趋丰富和叙事。两年后的第四张专辑《爱情无价》（Love over Gold）在英国高居榜首。虽仅有5首歌，但大多为长篇大作，将乐队复杂凝重的叙事风格发挥得淋漓尽致。

### 巅峰
鼓手匹克在1982年《爱情无价》发行后离开，由泰利·威廉（Terry William）接替。1985年]，键盘手盖·弗莱彻（Guy Fletcher）加盟（他后来一直追随马克）。1985年夏，險峻海峽推出第五张专辑《換帖兄弟》（Brothers in Arms）造成大轟動，将乐队推上商业成就的巅峰。专辑在美国雄居榜首九周，在英国更成为1980年代最热销的唱片。險峻海峽一举成为炙手可热的大牌乐队。即使在欧美以外，包括中国、印度、东南亚、非洲等世界各地，險峻海峽也是最著名的西方乐队之一。
《換帖兄弟》的空前成功一部分赖于时运。当时正值CD刚刚出现不久。《換帖兄弟》是为数不多的几张數碼錄音制作的唱片之一。加之CD非常适合表现马克细腻的吉他音色，人们争相购买以示新潮。《換帖兄弟》因而成为历史上第一张「白金CD」（之前只有白金唱片存在而已）。

### 解散
險峻海峽在《換帖兄弟》发行后进行了共200多场盛况空前的世界巡迴演唱會，風頭一時無兩。由於马克當時已身為英國頂級樂師，與Eric Clapton、史汀、Phil Collins齊名，因此不少電影公司禮聘他為電影譜寫配樂，例如1983年電影《地方英雄》（Local Hero），又跟不少歌手和音樂人合作，因此樂隊開始減產，五年內只发行了一张精选，於1988年底至1990年上半年更一度停擺。1990年中，马克重招旧部製作新唱片，于1991年发行第六张专辑《每條街上》（On Every Street）。雖然《每條街上》的整體曲風四平八穩，錄音室規格更勝一籌，更有皇牌樂手例如法國鼓王Manu Katché坐鎮，然而此時樂壇新人湧現，更出現不少樂隊與組合，樂隊早已不再是流行指標，人氣開始下滑。另一方面《每條街上》陰沉的氛圍與《換帖兄弟》剛柔並重的意境格格不入，對於年輕樂迷來說已開始過氣，因而其商业成就平平。
在第六張專輯發行後，險峻海峽雖然再度舉辦世界巡迴演唱會，惟1993年起已不再以樂隊名義推出新歌，只发行了两张现场、一张精选，樂隊亦吿名存實亡，並于1995年正式解散。次年马克亦发行其首張个人专辑《金色之心》（Golden Heart）。

## 成員列表
| - 馬克·諾弗勒 – 主音歌手、主音結他 (1977–1988、1990–1995) - 約翰·伊斯利 – 低音結他、和音 (1977–1988、1990–1995) - 匹克·威瑟斯 – 爵士鼓、敲擊 (1977–1982) - 大衛·諾弗勒 – 節奏結他、和音 (1977–1980) - 艾倫·克拉克 – 琴鍵、鋼琴 (1980–1988、1990–1995) - 哈爾·林德斯 – 節奏結他、和音 (1980–1985) - 泰瑞·威廉姆斯 – 爵士鼓 (1982–1988) - 蓋伊·弗萊徹 – 琴鍵、和音 (1984–1988、1990–1995) - 傑克·索尼 – 節奏結他、和音 (1985–1988) | - Joop de Korte – 敲擊 (1982–1983、1985–1986 ) - 湯米·曼德爾 – 琴鍵 (1982–1983) - 梅爾·柯林斯 – 薩克斯風 (1982–1983) - 克利斯·懷特 – 薩克斯風、和音、長笛、敲擊 (1985–1988、1991–1993) - 菲爾·帕瑪 – 節奏吉他、和音 (1991–1993) - 保羅·富蘭克林 – 踏板鋼棒吉他 (1991–1993) - 丹尼·卡明斯 – 敲擊 (1991–1993) - 克里斯·惠頓 – 爵士鼓 (1991–1993) |

## 唱片目录

### 专辑
- 1978年《險峻海峽（英语：Dire Straits (album)）》（Dire Straits）
- 1979年《公报（英语：Communiqué (Dire Straits album)）》（Communiqué）
- 1980年《制作电影》（Making Movies）
- 1982年《爱情无价》（Love Over Gold）
- 1985年《換帖兄弟（英语：Brothers in Arms (Dire Straits album)）》（Brothers in Arms）
- 1991年《每條街上》（On Every Street）

### 合辑
- 1988年《不勞而獲（英语：Money for Nothing (album)）》（Money for Nothing）
- 1998年《搖擺樂之王：險峻海峽精选》（Sultans of Swing: The Very Best of Dire Straits）
- 2005年《私家偵探：險峻海峽與馬克諾弗勒精選（英语：Private Investigations (album)）》（Private Investigations: The Best of Dire Straits & Mark Knopfler）

### 现场录音
- 1984年《炼金术》（Alchemy: Dire Straits Live）
- 1993年《在夜裡（英语：On the Night）》（On The Night）
- 1995年《BBC經典現場集（英语：Live at the BBC (Dire Straits album)）》（Live at the BBC）

### 热门单曲
- 《搖擺樂之王》（Sultans of Swing，1979）英 #8；美 #4
- 《罗密欧与朱丽叶》（Romeo and Juliet，1981）英 #8
- 《私人调查》（Private Investigations，1982）英 #2
- 《池边扭摆》（Twisting by the Pool，1983）英 #14
- 《如此遥远》（So Far Away，1985）英 #20；美 #19
- 《揮霍無度》（Money for Nothing，1985）英 #4；美 #1
- 《換帖兄弟》（Brothers in Arms，1985）英 #16
- 《人生百態》（Walk of Life，1986）英 #2；美 #7
- 《给猫王打电话》（Calling Elvis，1991）英 #21

## 奖项与提名
- 1980年 提名 格莱美最佳新人
- 1980年 提名 格莱美最佳摇滚歌曲（《搖擺樂之王》）
- 1985年 获奖 排行榜最佳摇滚乐曲（《揮霍無度》）
- 1986年 获奖 格莱美最佳摇滚歌曲（《揮霍無度》）
- 1986年 提名 格莱美年度最佳专辑（《換帖兄弟》）
- 1986年 提名 格莱美年度最佳唱片（《揮霍無度》）
- 1986年 获奖 MTV最佳乐队MTV
- 1986年 获奖 MTV年度最佳MTV （《揮霍無度》）
- 1987年 获奖 格莱美最佳音乐短片（《換帖兄弟》）
- 1992年 提名 格莱美最佳音乐短片（《给猫王打电话》）